# Luleč (nádraží)
Luleč je železniční stanice v katastrálním území Nemojany v okrese Vyškov v Jihomoravském kraji. Leží v km 40,365 jednokolejné elektrizované trati Brno–Přerov (25 kV 50 Hz AC) mezi železničními stanicemi Komořany u Vyškova a Vyškov na Moravě.

## Historie
Stanice byla vybudována v roce 1873 na trati Moravsko-slezské severní dráhy (sesterská společnost Severní dráhy císaře Ferdinanda, KFNB) spojující Brno a Přerov, kde se trať napojovala na existující železnici do Ostravy a Krakova. Pravidelný provoz mezi Brnem a Přerovem byl zahájen 30. srpna 1869. Po zestátnění KFNB včetně Moravsko-slezské zemské dráhy k 1. lednu 1906 pak obsluhovala stanici jedna společnost, Císařsko-královské státní dráhy (kkStB), po roce 1918 pak správu přebraly Československé státní dráhy.
Původní železniční zastávka byla zřízena v roce 1873 v katastrálním území obce Nemojany pod názvem Lultsch. V roce 1893 byla zastávka změněna na stanici a od roku 1918 nese jméno Luleč.
Na konci druhé světové války byly provedeny letecké nálety na stanici letectvem Rudé armády. Dne 21. dubna byla zasažena výpravna a obec. Při náletu zemřely tři osoby. Dne 25. dubna 1945 byl proveden další nálet na muniční vlak německé armády, který stál ve stanici. Vlak byl zničen a při výbuchu munice nebyly oběti z řad civilního obyvatelstva.
Elektrizace trati byla provedena v letech 1994–1996.
V dlouhodobém horizontu je počítáno s modernizací trati na rychlost až 200 km/h jakožto součást železničního koridoru Praha – Brno – Ostrava.

## Popis
Ve stanici se nachází dvě úrovňová nekrytá nástupiště, k příchodu k vlakům slouží přechody přes kolejiště. Stanice je zabezpečena reléovým staničním zabezpečovacím zařízením TEST 14.

## Výpravní budova
V roce 1893 byla ve stanici postavena výpravní budova podle typizovaného plánu jehož autorem byl architekt Anton Dachler. Výpravna byla přízemní budova s kolmými postranními křídly postavena z režného cihlového zdiva kryta sedlovými střechami. V roce 1898 byla výpravna zvětšena o přízemní přístavbu a v roce 1936 o stavědlo.